# Musée Bedřich-Smetana
Le musée Bedřich-Smetana, ou Muzeum Bedřicha Smetany en tchèque, est un musée de Prague, en République tchèque. Dédié au compositeur Bedřich Smetana, il est situé en bordure de la Vieille Ville, sur les quais de la Vltava, depuis son ouverture le 12 mai 1936.

## Description
Le bâtiment, situé juste à côté du pont Charles, sur la rive droite de la Vltava, a été conçu en 1883 par Antonín Wiehl en style néo-renaissance,. C'était à l'origine l'usine d'eau de la ville appartenant à la Compagnie des eaux de Prague. Elle a cessé ses fonctions en 1913.

Le musée en tant que tel a été fondé en 1926 à l’instigation de la Société pour la construction du monument Smetana à Prague. Son exposition se concentre sur la vie et l’œuvre de Bedřich Smetana, et sa collection se compose de divers souvenirs personnels et documents d’époque provenant de la succession du compositeur, y compris son piano, ainsi que divers objets liés à sa vie et à son œuvre musicale. Le château d'eau de la Vieille Ville voisin fait partie de ses locaux.

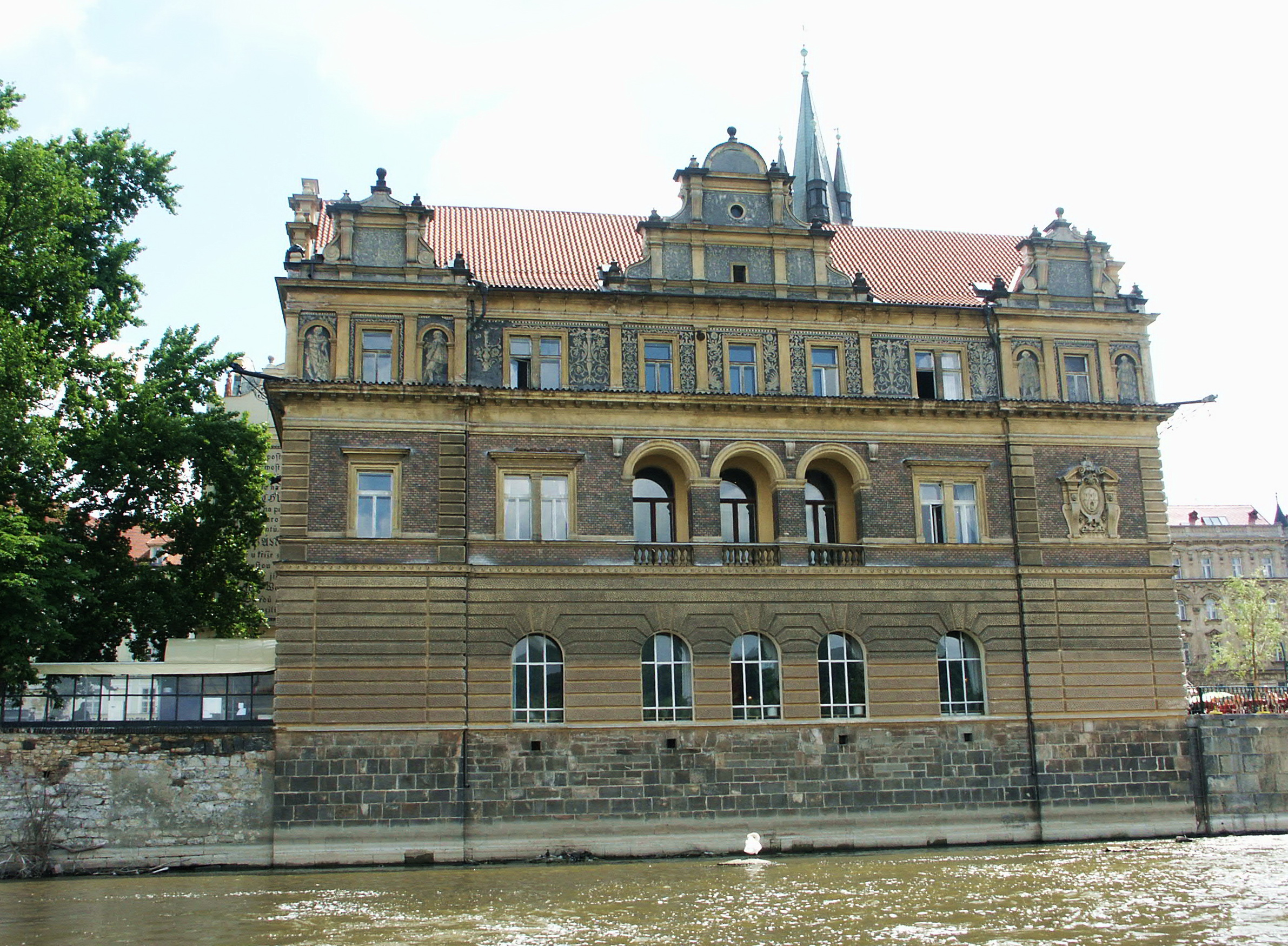
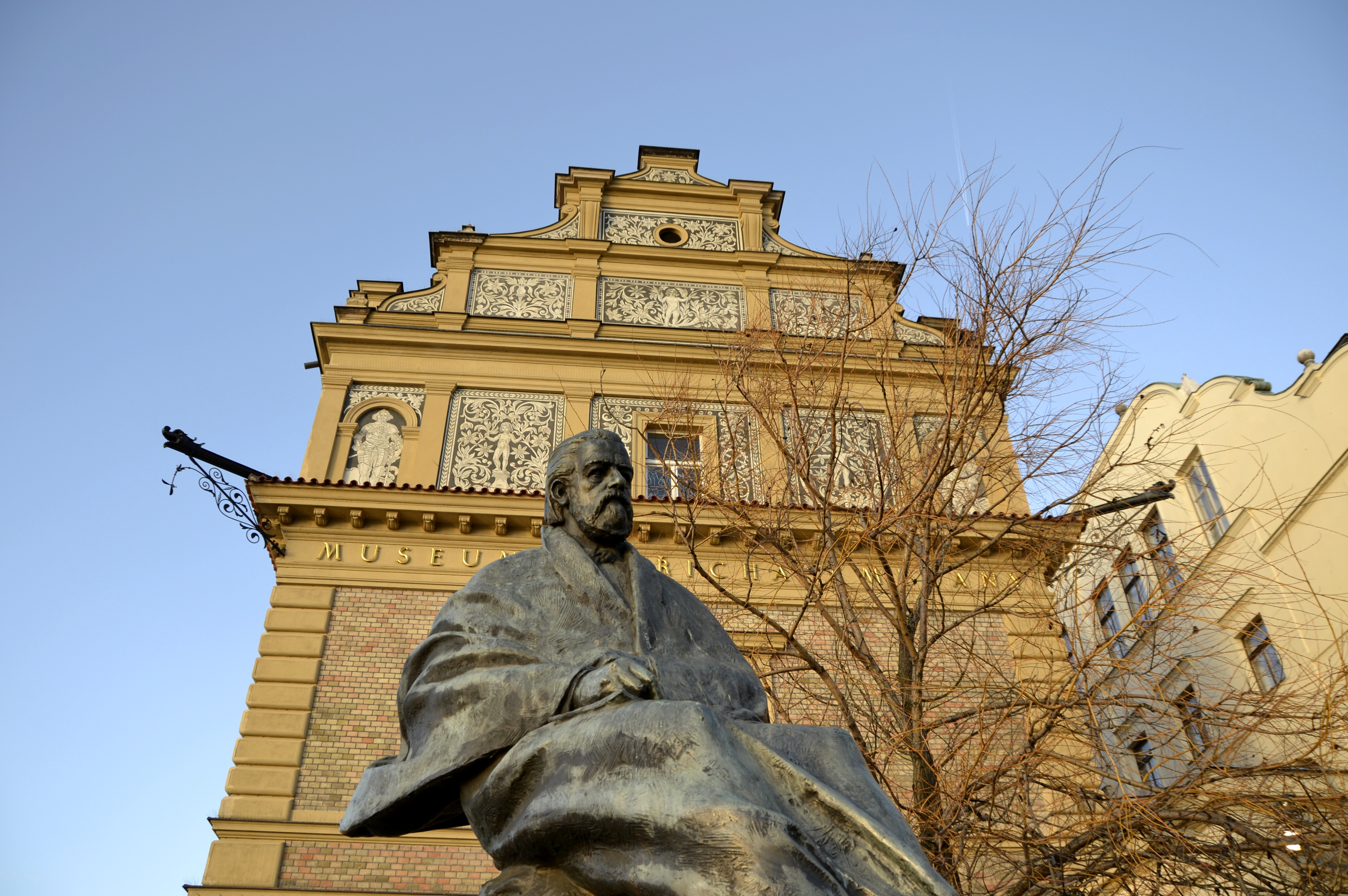
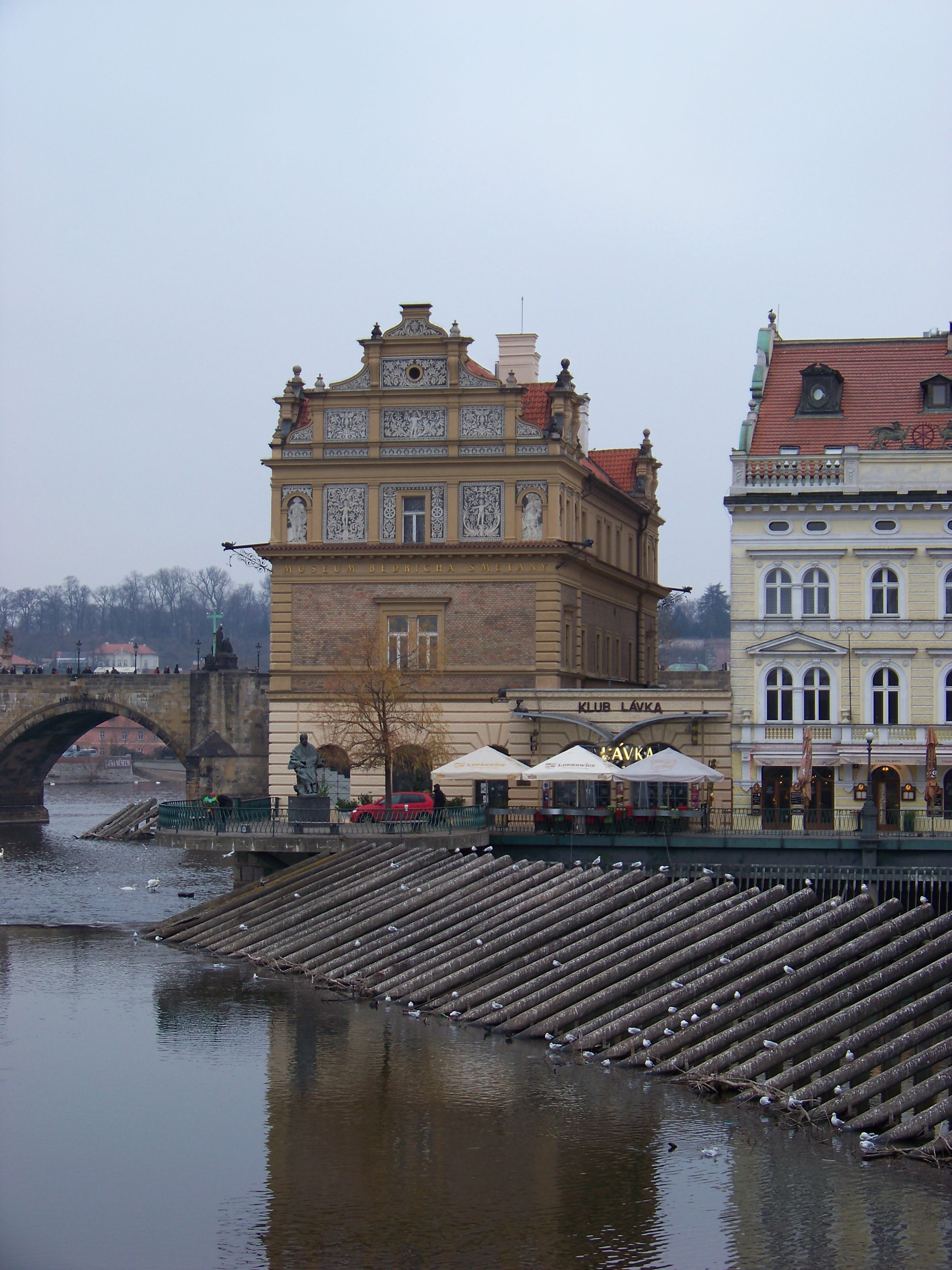